# Alice Nwosu
Alice Nwosu (sinh ngày 24 tháng 12 năm 1984) là một vận động viên người Nigeria đã nghỉ hưu, chuyên về 400 và 800 mét.
Cô đã hoàn thành thứ năm trong 800 mét tại Đại hội Thể thao toàn châu Phi 2003, giành huy chương bạc trong cuộc đua tiếp sức 4 × 400 mét tại Giải vô địch châu Phi 2006 và thi đấu ở nội dung 400 mét tại Giải vô địch châu Phi 2006 mà không lọt vào trận chung kết.
Thời gian tốt nhất cá nhân của mình là 53.05 giây, đạt tháng 3 năm 2002 ở Bamako; và 2:02,79 phút, đạt được vào tháng 7 năm 2001 tại Lagos.